# Henning Christiansen (Cartoonist)
Henning Christiansen (* 30. August 1974 in Pinneberg) ist ein deutscher Cartoonist, Filmemacher und Autor.

## Leben
Henning Christiansen ging in Bielefeld zur Schule. Nach Abitur und Zivildienst begann er 1996 ein Studium der Amerikanistik an der Universität Frankfurt, wechselte jedoch nach einem Semester an die FH Frankfurt ins Fach Architektur. Nach Abschluss des Vordiploms fand er im Studium der Visuellen Kommunikation an der HfG Offenbach im Fach Film bei Helmut Herbst seinen späteren Tätigkeitsschwerpunkt. Von Juli bis Oktober 2000 wirkte Christiansen im New Yorker Kinderfernsehsender Nickelodeon an der Trickfilmserie Little Bill mit. Im Sommersemester 2002 studierte er Experimentelle Mediengestaltung an der UdK Berlin bei Klaus Wyborny. 2005 erhielt er an der HfG Offenbach bei Rotraut Pape mit seinen Kurzfilmen Blaupause und Die italienische Novelle das Diplom. Mit Blaupause gewann er auch den Hessischen Filmpreis 2005 in der Kategorie Drehbuch. Der Film spielt wie einige seiner späteren Filme in der Skateboard-Szene.
Von 2005 bis 2007 absolvierte Christiansen an der HFBK Hamburg unter anderem bei Udo A. Engel und Wim Wenders ein Aufbaustudium Film. Seitdem arbeitet er als freiberuflicher Filmemacher und Motion Designer.
Seit einer Teilnahme an der Sommerakademie für Komische Kunst 2013 in Kassel tritt Christiansen als Cartoonist in Erscheinung, mit Veröffentlichungen unter anderem in der Wochenzeitschrift Stern und in den Satiremagazinen Titanic und Eulenspiegel. 2015 erhielt er den Deutschen Cartoonpreis für Neue Talente. Christiansen ist Gründungsmitglied der Künstlergruppe Hamburger Strich. 2019 wurde er ins Forum Hamburger Autoren aufgenommen.
2022 erschien die Comic-Erzählung für Erwachsene Der Admiral.

## Filmografie (Auswahl)
- 2003 Verkehr verkehrt (Kurz-Animationsfilm, Erstausstrahlung 3sat[8])
- 2005 Blaupause (Kurzfilm, Hessischer Drehbuchpreis 2005[1])
- 2005 Die italienische Novelle (Kurzfilm, Erstausstrahlung 3sat[9])
- 2007 Every One Of Us (Musikvideo für die Band Goldrush)
- 2009 Endstation der Sehnsüchte (Dokumentarfilm von Sung-Hyung Cho) – Titeldesign, Animation
- 2010 Homesick in Venice (Dokumentarfilm über die Arbeit Watershed des Künstlers Mike Bouchet in Venedig)
- 2011 Lurkidammerburschen (Kurzfilm von Stefan Sandrock) – Kamera
- 2012 Rummelrum (Kurzfilm mit Stefan Sandrock)
- 2015 Der geheimnisvolle Vulkanmann (Kurzfilm mit Željko Vidović u. a.)
- 2018 Jesus Christ, what happened? (Musikvideo mit Knarf Rellöm, DJ Patex u. a.)

## Publikationen (Auswahl)
- Cartoons in: Mette, Til u. a., Hamburger Strich, KJM Buchverlag, Hamburg 2020, ISBN 978-3-96194-098-1
- Cartoons in: Dorthe Landschulz, Huse, Tetsche u. a., Corona Cartoons aus der Quarantäne, KJM Buchverlag, Hamburg 2020, ISBN 978-3-96194-126-1
- Cartoons in: Katharina Greve, Piero Masztalerz, Die große Freiheit, KJM Buchverlag, Hamburg 2021, ISBN 978-3-96194-155-1
- Cartoons in: Hamburger Strich, 2022 – Das erste Cartoon-Jahrbuch, KJM Buchverlag, Hamburg 2022, ISBN 978-3-96194-179-7
- Der Admiral – Alt / weiß / abgemeldet?, KJM Buchverlag 2022, ISBN 978-3-96194-174-2